# Joseph de Jouvancy
Pour les articles homonymes, voir Jouvancy.
Joseph de Jouvancy (latinisé en Josephus Juvencius), né le 14 septembre 1643 à Paris et décédé le 29 mai 1719 à Rome, est un prêtre jésuite français, poète, pédagogue, philologue traducteur et historien.

## Biographie
Jouvancy est né à Paris en 1643. À l'âge de 16 ans il entre au noviciat des Jésuites puis après avoir achevé ses études, il enseigne la grammaire au collège de Compiègne et ensuite la classe de rhétorique à Caen, au collège de La Flèche. Il est ordonné prêtre en 1677 puis devient professeur au Lycée Louis-le-Grand de Paris. En 1699 il est appelé à Rome par ses supérieurs afin de terminer la rédaction d'une Histoire de la Société de Jésus, commencée par Niccolo Orlandini. Jouvancy y travaille jusqu'à sa mort.

## Ses œuvres
En tant qu'auteur prolifique et homme de culture classique, Jouvancy est connu pour ses tragédies et comme auteur de vers. La plupart de ses tragédies ont été jouées à Paris par les étudiants des collèges jésuites. Les spécialistes ne sont pas pour autant certains que toutes ses pièces aient été écrites par Jouvancy, mais peut-être par d'autres membres de l'Ordre. Jouvancy a écrit tout au long de sa vie oraisons et éloges funèbres, comme celle de Louis XIV ainsi que celles de ses proches ou de membres du gouvernement, panégyriques sur différents bâtiments d'églises parisiennes ou sur la nation française. Ceux-ci furent publiés en deux volumes et fréquemment réédités. Ses Institutiones poeticae elles seront publiées en 1718 et aussi souvent réimprimées. Jouvancy publiera enfin Novus apparatus graeco-latinus, cum interpretatione gallica, ouvrage de philologie s'appuyant sur les rhétoriciens grecs Isocrate et Démosthène et qui connaîtra un gros succès de son vivant.
Comme traducteur Jouvancy s'est rendu célèbre pour sa traduction de l'oraison funèbre du Prince Henri de Bourbon, fils ainé de Louis XIV, datant de décembre 1683 et professé par l'orateur Louis Bourdaloue. Il est l'auteur d'une traduction en français de Cleander et Eudoxius sur la base des Entretiens de Cléandre et d'Eudoxe du Père Daniel. Ce dernier se présente comme une réponse aux accusations faites contre la Compagnie de Jésus ; en 1703 celle-ci fut mise à l'index. Il publie par ailleurs en français la correspondance théologique du Père Daniel au dominicain Alexander Natalis, une correspondance qui contient une comparaison des enseignements de Saint Thomas d'Aquin mais aussi des études de différents théologiens de la Compagnie de Jésus sur le probabilisme et le concept de Grâce Divine. En 1704, il publie Appendix de Diis et heroibus poeticis qui est une traduction de l'Histoire poétique pour l'intelligence des poètes et auteurs anciens du Père Pierre Gautruche.
Jouvancy écrira enfin de nombreux textes en relation avec la Compagnie de Jésus. Ses biographies de saints de l'Ordre rédigées en latin comme celles de Stanislas Kostka et de Jean-François Régis, en fait des adaptations des mêmes biographies écrites par d'autres jésuites, connurent un certain succès. Il se lança aussi dans la composition de manuels scolaires donnant une grande place aux auteurs latins et prônant l'apprentissage du latin et grec ancien dans les collèges jésuites. Ces manuels furent régulièrement publiés en France et dans d'autres pays. Dans ces manuels étaient compilés les Comédies de Térence, les Odes et le Liber de arte poetica d'Horace, les Épigrammes de Martial, les Métamorphoses d'Ovide, les écrits philosophiques de Cicéron, comme le De Officiis, le Cato Major, et le Laelius. 